# BK Samara
Basketbolnyj kloeb Samara (Russisch: Баскетбольный клуб Самара) is een professionele basketbalclub uit Samara, Rusland.

## Geschiedenis
De club werd opgericht in 1976 onder de naam Azot Togliatti in Togliatti. Twee jaar later verhuisde het team naar Koejbysjev en werd de naam Stroitel Koejbysjev. Na het uiteenvallen van de Sovjet-Unie in 1991, veranderde de plaatsnaam van Koejbysjev naar Samara. De clubnaam werd (inclusief sponsor), STG-Stroitel Samara. In het seizoen 1992/93 speelde Samara tegen Canoe Jeans Den Bosch uit Nederland in de tweede ronde om de Saporta Cup. Canoe Jeans won de eerste wedstrijd in Samara met 101-91 en de tweede wedstrijd in 's-Hertogenbosch met 95-81. In 1995 veranderde de naam van de club in BK Samara. In 2002 kwam er een fusie tussen BK Samara en CSK VVS. De nieuwe club kreeg de naam CSK VVS Samara. BK Samara bleef actie als jeugdvereniging. In 2011, op basis van de Samara Staats Economische Universiteit, werd de club nieuw leven ingeblazen onder de naam BK Samara-SSEU. In 2014 werd de oude naam BK Samara weer aangenomen. In 2015 fuseerde BK Samara met Krasnye Krylja Samara. De leiding van het Ministerie van Sport van de Oblast Samara zei dat het in de toekomst van plan is om met het verenigde team van Samara terug te keren naar de VTB United League. In 2020 werd BK Samara Bekerwinnaar van Rusland door in de finale Temp-SUMZ-UMMC Revda over twee wedstrijden met een totaalscore van 149-135 te verslaan. In 2022 werd BK Samara voor de tweede keer Bekerwinnaar van Rusland door in de finale voor de tweede keer Temp-SUMZ-UMMC Revda over twee wedstrijden met een totaalscore van 151-149 te verslaan. In het seizoen 2022/23 ging de club spelen in de VTB United League.

## Erelijst
- Landskampioen Rusland:
  - Tweede: 1992
  - Derde: 1993, 1997, 1998

- Landskampioen Rusland: 2 (divisie B)
  - Winnaar: 2019, 2021
  - Tweede: 2018

- Landskampioen Russische SFSR: 3
  - Winnaar: 1976, 1979, 1980

- Bekerwinnaar Rusland: 2
  - Winnaar: 2020, 2022
  - Derde: 2021

## Bekende (oud)-spelers
- - Aleksandr Sizonenko
- Dmitri Donskov
- Igor Gratsjev
- Sergej Grisjaev
- Denis Petenev
- Pjotr Samojlenko
- Sergej Toropov
- Sergej Tsjikalkin
- Joeri Zjoekanenko

## Bekende (oud)-coaches
- - Genrich Primatov (1976-1985)
- - Anatoli Blik (1986-1987)
- -- Sergej Zozoelin (1988-1994)
- Boris Sokolovski (1996-2002)
- - Sergej Zozoelin (2012-2017)
- Igor Gratsjev (2017-2022)
- Sergej Bazarevitsj (2022-2023)
- Dražen Anzulović (2023-2024)
- Vladislav Konovalov (2024-heden)